# AddThis
AddThis è stato un servizio di social bookmarking posseduto e gestito da Oracle Corporation. Il servizio, che ha cessato di funzionare il 31 maggio 2023, poteva essere integrato nei siti web attraverso un widget che permetteva ai visitatori di condividere un elemento su una varietà di servizi come Facebook, Twitter, Pinterest e Tumblr o aggiungerlo ai preferiti.
Il sito è stato utilizzato da oltre 1,9 miliardi di utenti e ha servito più di 15 milioni di siti, generando circa 280 miliardi di interazioni ogni mese.
Il servizio, prima dell'acquisizione da parte di Oracle Corporation il 5 gennaio 2016, è stato gestito da diverse società tra le quali Clearspring Technologies.

## Storia
AddThis è stata fondata nel 2006 da Dom Vonarburg.
Nel 2008, Clearspring Technologies ha acquisito AddThis con l'intento di creare un'unica piattaforma di social bookmarking per gli editori. La nuova piattaforma raggiunse in poco tempo 254 milioni di utenti attivi mensilmente.
Il 10 maggio 2012, Clearspring Technologies cambiò il proprio nome in AddThis, il suo prodotto più celebre, utilizzato da oltre 1,3 milioni di utenti.
Il 5 gennaio 2016, AddThis è stata acquistata da Oracle Corporation per 175 milioni di dollari.
il 31 maggio 2023, AddThis ha cessato di funzionare e i siti che ne incorporano la relativa tecnologia sono stati invitati a rimuoverla, così come comunicato sulla home page del sito: https://www.addthis.com/

## Canvas fingerprinting
A luglio 2014, alcuni ricercatori della Princeton University e della KU Leuven University hanno accusato AddThis di tracciare il comportamento degli utenti attraverso una controversa tecnologia conosciuta come canvas fingerprinting. Grazie a questo metodo, AddThis sarebbe stata in grado di monitorare in maniera invasiva la navigazione degli utenti su siti come quello della Casa Bianca e YouPorn. YouPorn, dopo essere venuto a conoscenza dell'accaduto ha provveduto alla rimozione di AddThis dal proprio sito.